# Чоботар Валерій Георгійович
Вале́рій Гео́ргійович Чобота́рь (нар. 17 квітня 1976, с. Червона Діброва) — Заслужений тренер України, військовик, президент Всеукраїнської Федерації фрі-файту та контактних єдиноборств. Один із засновників і організаторів будівництва Червонодібровської Січі. Освіта вища, громадянин України.

## Життєпис
Пройшов строкову службу в рядах Збройних сил України (бригада особливого призначення) (1994—1996) на Львівщині.
Після армії, у 1996 році працював в охороні Чернівецького машзаводу начальником варти, потім — тренером з боксу.
Закінчив Львівський державний університет фізичної культури на кафедрі теорії і методики Олімпійського та професійного спорту, за фахом «Підготовка кваліфікованих спортсменів» (2006).

## Спортивна кар'єра
З 2001 по 2002 рік — тренер секції «Рукопаш гопак» при кафедрі фізичного виховання Національного університету «Києво-Могилянська академія».
Заслужений тренер України з фрі-файту.
Суддя міжнародної категорії з фрі-файту.
Засновник та керівник Спортивного клубу «Характерник». Президент Всеукраїнської Федерації фрі-файту та контактних єдиноборств.
Підготував більше 10-ти майстрів спорту України з фрі-файту. Вихованці є чемпіонами України та призерами чемпіонатів Європи та світу з фрі-файту.

## Політична та громадська діяльність
Ініціатор заснування та створення осередку Червонодібровська Січ (2000).
1996 р. вступив до Всеукраїнської організації «Тризуб». 14 грудня 1996 року обраний головою Чернівецької обласної організації «Тризубу». Влітку 1997 року обраний членом Центрального Проводу; наприкінці 1997 року — керівником Центрального Теренового об'єднання. З 1998 по 2005 роки був першим заступник Голови Центрального Проводу та керівник Наддніпрянського Теренового об'єднання. У «Тризубі» відповідав за вишкільну діяльність, яка є одним із трьох головних напрямків діяльності організації.

Співоорганізаторів проекту «Мій лицарський хрест» телеканалу ІНТБ.

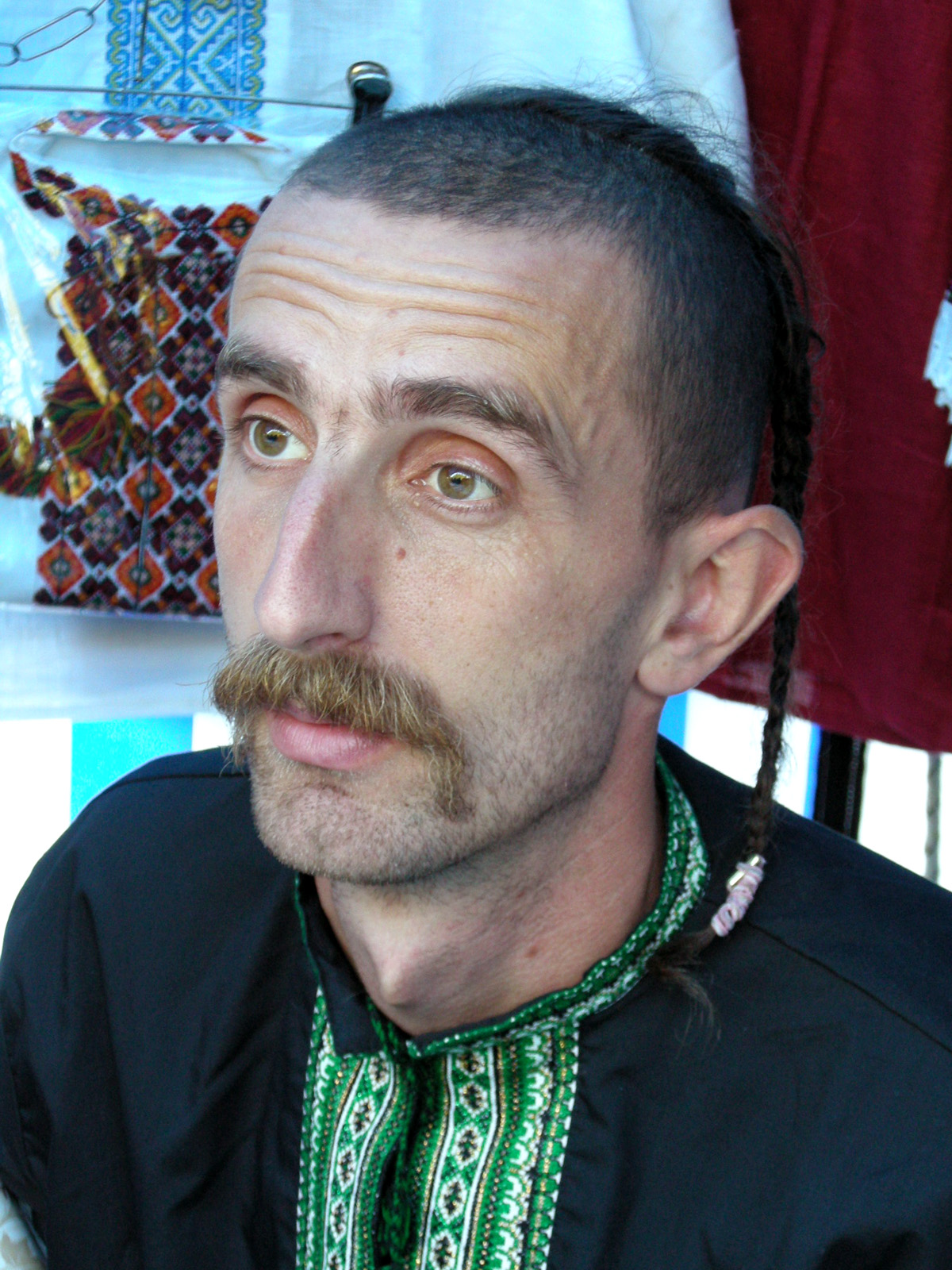
Валерій Чоботарь (серпень 2008 року)

Під час революційних подій Євромайдану призначений керувати силовим блоком «Правого сектору» на Тернопільщині.
Кандидат у народні депутати України по виборчому списку «Правого сектора» у загальнодержавному багатомандатному виборчому окрузі на позачергових виборах народних депутатів України 26 жовтня 2014 року.

## Участь у АТО
У 2014 році Вступив до складу Добровольчого Українського Корпусу «Правого сектора». Був призначений командиром роти 5-го батальйону ДУК ПС, псевдо — «Гатило». Пізніше у 2015 році призначений заступником командира батальйону ДУК ПС. Брав участь у боях у селищі Піски біля Донецька.

## У фільмах

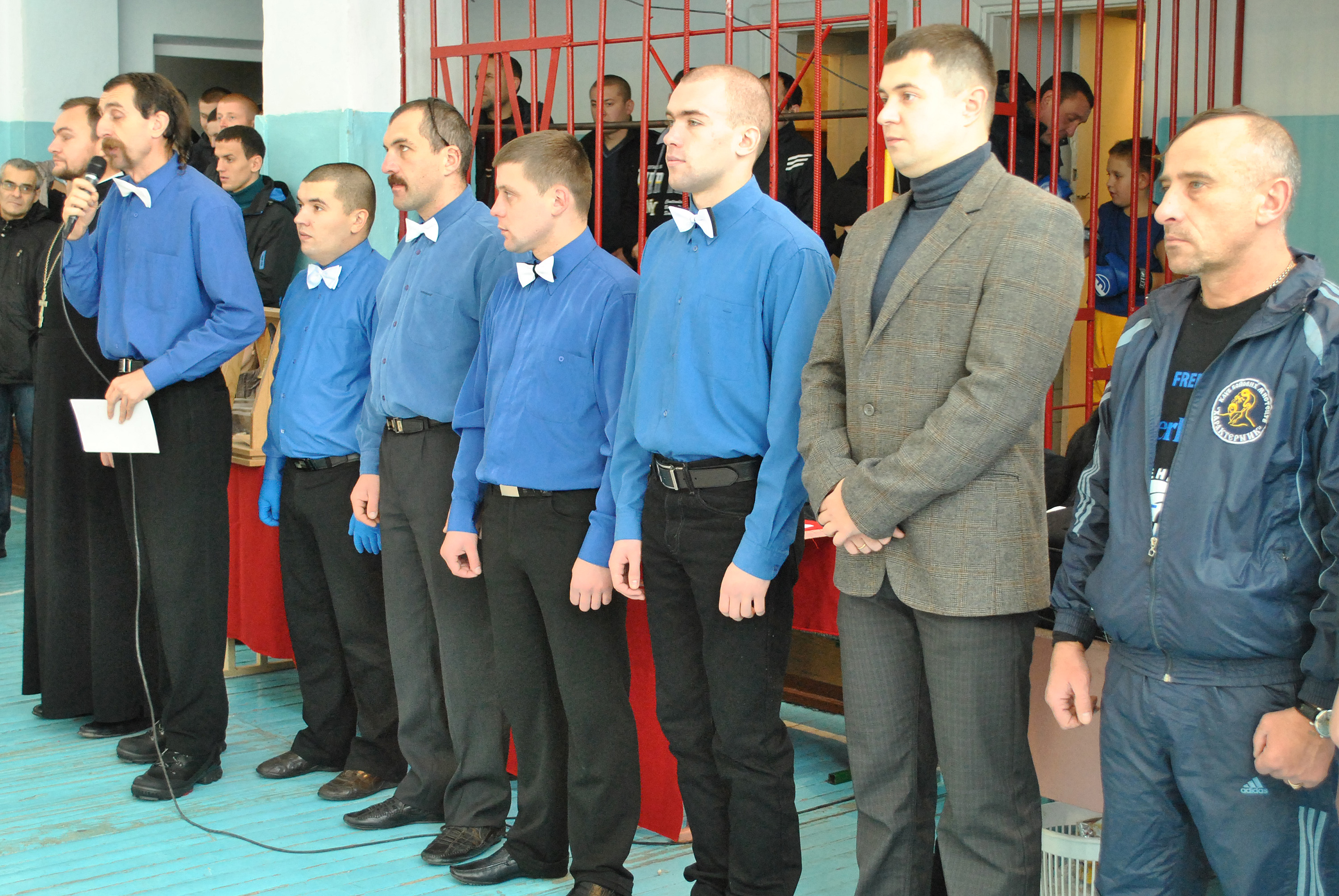
Члени спортивного клубу «Характерник» (Тернопіль) і судді змагань із фрі-файту в Тернополі у грудні 2012 року

Знявся у кліпі Руслани «Дикі танці», який був представлений на конкурсі Євробачення 2004 року.
Знявся у кліпі Kozak System «Шабля» 2012 року.
Один з героїв документального фільму про військові події на сході України «Добровольці Божої чоти» режисерів Леоніда Кантера та Івана Яснія.

## Цікаві факти
- Як у кіно, спортивними єдиноборствами почав займатися через дівчину[12].
- Вважає основними цінностями в житті — батьків, Україну та вчителів[12].
- Багато років працює з дітьми-сиротами[12].
- Займається розвитком українського лицарського мистецтва — бойового гопака — на засадах українського націоналізму і християнської моралі.
- Цікавиться філософією та ідеологією лицарства як альтернативі сучасному світогляду з відсутністю людських цінностей.
- Тернопільський художник Микола Кафтан створив портрет «кіборга» Гатила[13]
- 2017 року майстер з Івано-Франківська Богдан Савлюк створив колекцію глиняних фігурок, прототипами яких стали реальні бійці, зокрема, Валерій Чоботарь.[14]

## Відзнаки
- «Спортивний герой» в обласній програмі «Герої спортивного року Тернопільщини — 2014»,[15]
- Відзнака Тернопільської міської ради (2013),
- Орден «Народний Герой України» (2016),
- Відзнака «Гордість Тернопілля» (2019).

## Родина
Наприкінці червня 2015 одружився з київською волонтеркою, інструктором з фітнесу Лесею Бєльською.